# 青藏蓼
青藏蓼（学名：Polygonum fertile），为蓼科蓼属下的一个植物种。